# Junkers Ju 60
Lo Junkers Ju 60, designazione aziendale EF 30, fu un aereo monomotore ad ala bassa da trasporto passeggeri di linea e postale, sviluppato dall'azienda aeronautica tedesca Junkers Flugzeug- und Motorenwerke AG nei primi anni trenta
Proposto come trasporto passeggeri alla Deutsche LuftHansa (DLH), in competizione con l'Heinkel He 70 Blitz, ad una prova di valutazione comparativa fu scartato in favore del modello proposto dalla Ernst Heinkel Flugzeugwerke a causa delle prestazioni espresse, nettamente inferiori. A causa di questa scelta il programma venne interrotto ed ulteriormente sviluppato generando lo Junkers Ju 160 "Pfeil" che riuscì a soddisfare le richieste.

## Storia del progetto
Nel 1931 il Reichsverkehrsministerium (RVM), l'allora ministero dei trasporti della Repubblica di Weimar, contattò sia la Junkers che la Heinkel con la richiesta per la progettazione di un aereo passeggeri e postale da fornire alla neofondata compagnia aerea di bandiera Deutsche LuftHansa (DLH) che potesse eguagliare le prestazioni dei monomotori di produzione statunitense: il Lockheed Vega ed il successivo Lockheed L-9 Orion. Hugo Junkers affidò l'incarico di sviluppare un modello adatto allo scopo all'ingegnere Hermann Pohlmann il quale utilizzò comunque l'esperienza dei precedenti velivoli usciti dal tavolo da disegno del titolare che adottavano ancora parzialmente la struttura metallica ricoperta da duralluminio ondulato.
Il nuovo modello abbandonava lo schema classico dei velivoli da trasporto civile disegnati da Junkers adottando una fusoliera a sezione circolare, in luogo di quelle a sezione rettangolare fino ad allora utilizzata, con struttura metallica ricoperta da una pelle completamente liscia, che integrava la cabina di pilotaggio rialzata a due posti affiancati e lo scompartimento passeggeri da otto posti, in seguito ridotti a sei. Come il Lockheed Vega, lo Ju 60 adottava un semplice carrello d'atterraggio triciclo posteriore fisso, con i due elementi principali posizionati sotto la "V" dell'ala a gabbiano. La motorizzazione prevista, dopo aver valutato soluzioni sia bi che trimotore, si basava su un unico radiale di produzione statunitense, il 9 cilindri singola stella Pratt & Whitney Hornet A-2 in grado di erogare una potenza nominale al decollo di 525 hp (391 kW) a 1 900 giri/min e 600 hp a 2 000 giri/min alla quota di 1 000 m (3 280 ft).
Nel frattempo l'Orion era stato acquistato dalla compagnia elvetica Swissair che offriva voli di linea su rotte europee con tempi di percorrenza più brevi rispetto alle specifiche originali elaborati dalla DHL, il che costrinse la compagnia tedesca ad aggiornare le proprie richieste, prevedendo un aumento della velocità di crociera di almeno il 10% rispetto a quanto indicato in precedenza. Questo influì negativamente nella successiva valutazione in quanto il progetto Junkers, oramai in stato avanzato di sviluppo, non consentiva un intervento tale da poter soddisfare le nuove esigenze.
Il primo prototipo, Wk.N. 4200, venne immatricolato D-5 ed indicato, ancora equipaggiato con l'Hornet A-2, come Ju 60a. Tuttavia, nell'evidente tentativo di migliorare le sue prestazioni, prima di iniziare le prove in volo sulla cellula venne installato un diverso motore radiale, il 9 cilindri sperimentale di produzione tedesca Siemens-Halske Sh 20 da 580 PS (427 kW) accoppiato ad un'elica Hamilton Standard tripala da 2,85 m di diametro. In questa configurazione il velivolo venne portato in volo per la prima volta nella seconda parte del 1932 (in settembre o l'8 novembre a seconda delle fonti) dal campo di volo della ditta a Dessau ai comandi del pilota collaudatore dell'azienda Willy Neuenhofen, in anticipo rispetto al concorrente Heinkel He 70 Blitz. In quell'occasione il prototipo venne indicato come Ju 60bi.
I due velivoli concorrenti furono presentati davanti alla commissione esaminatrice per un confronto diretto: lo Ju 60 riuscì a raggiungere i 280 km/h, velocità massima che si rivelò essere di ben 97 km/h inferiore rispetto a quella dell'He 70; tale prestazione determinò la scelta del secondo velivolo e decretò l'interruzione della realizzazione di un terzo esemplare dello Ju 60, allora già in fase di assemblaggio. Tuttavia il programma di sviluppo non venne interrotto ed il W.Nr. 4200 venne equipaggiato con un motore ancora più potente, lo statunitense Pratt & Whitney Hornet T2D2 da 670 hp (500 kW), accoppiato ad un'elica bipala Junkers-Hamilton da 3,00 m. Il nuovo progetto introduceva inoltre, come il Lockheed Orion, un carrello d'atterraggio retrattile benché la soluzione adottata da Pohlmann prevedesse lo schema più semplice a movimento in avanti e parziale integrazione in due gondole subalari, soluzione che garantiva pure una maggiore sicurezza e minori danni alla struttura in caso di malfunzionamento dell'apparato durante la fase di atterraggio. In questa configurazione l'aereo ricevette la nuova designazione Ju 60dli.
Il secondo prototipo, indicato come Ju 60bal (Wk.Nr. 4201) ed immatricolato D-2400, era stato costruito adottando subito il carrello retrattile introdotto dal Ju 60dli e montando un motore radiale BMW Hornet C da 550 hp, versione prodotta su licenza dalla BMW per il mercato nazionale. Inizialmente allestito come aereo postale e cargo, in seguito venne convertito allo standard passeggeri di linea con 6 posti a sedere ed indicato come Ju 60cle.

## Impiego operativo

### Civile
Lo Ju 60 Werk.Nr. 4200, ex D-5 e reimmatricolato D-URIM, venne acquisito dalla compagnia aerea di bandiera Deutsche Luft Hansa (DLH) ed utilizzato brevemente, nel periodo tra il 1935 e il 1936, come aereo da collegamento su rotte nazionali.
Lo Ju 60 Werk.Nr. 4201, immatricolato D-2400, entrò in servizio con la DHL nell'estate 1933 come aereo postale e cargo. Soprannominato "Pfeil" (freccia) operò tra Germania e Grecia sulla rotta Berlino-Vienna-Budapest-Sofia-Salonicco-Atene. In seguito alla sua conversione ad aereo di linea passeggeri e reimmatricolato D-UPAL operò su una rotta internazionale collegando la Germania con la Polonia, sulla rotta Berlino-Breslavia-Gliwice, ed una rotta nazionale, la Essen-Düsseldorf-Colonia-Francoforte sul Meno-Norimberga-Monaco di Baviera, fino al 1936, anno in cui venne dismesso e ceduto alla Luftwaffe.

### Militare
Acquisito il D-UPAL, la Luftwaffe lo utilizzò come aereo da collegamento presso il proprio centro di prove di Rechlin (Erprobungsstelle Rechlin).

## Utilizzatori

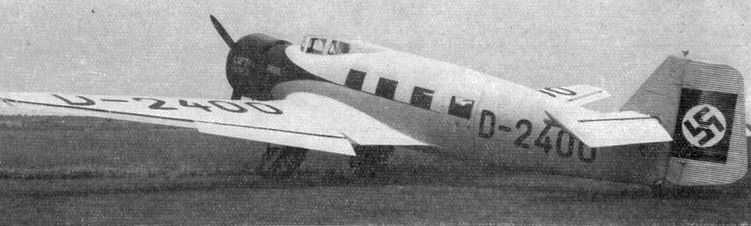
Junkers Ju 60 (D-2400)

### Civili
Germania
- Deutsche LuftHansa (DLH)

### Militari
Germania
- Luftwaffe

## Velivoli comparabili
Germania
- Heinkel He 70 Blitz

 Stati Uniti
- Lockheed Vega
- Lockheed L-9 Orion